# Bahnhof Myrdal
Myrdal ist eine 866,8 Meter hoch gelegene Bahnstation am Westrand der Hochebene Hardangervidda in Norwegen. Dort treffen die Bergensbane zwischen Oslo und Bergen sowie die Flåmsbana, die von Myrdal hinunter nach Flåm am Aurlandsfjord führt, zusammen.

## Geschichte
Der Bahnhof Myrdal liegt 335,80 km von Oslo S über Roa entfernt.
Der Bahnhof in der Kommune Aurland im Fylke Vestland besteht seit 1908. Seit 1940 ist er zudem Ausgangspunkt der 20 km langen Flåmsbana.